# Bel Ami (film din 1955)
Bel Ami (titlul original: în germană Bel Ami) este un film dramatic coproducție austro-franco-est german, realizat în 1955 de regizorul Louis Daquin, romanul omonim al scriitorului Guy de Maupassant, protagoniști versiunii franceze fiind actorii Anne Vernon, Renée Faure, Jean Danet și Jean-Roger Caussimon. 

## Rezumat
Fostul soldat Georges Duroy s-a întors fără bani din Africa de Nord la Paris. Plin de invidie, observă înalta societate căreia și-ar dori să aparțină. Prin mijlocirea vechiului său tovarăș de regiment Forestier, un publicist influent, el obține cel puțin un post de redactor la ziarul său. Duroy nu are talent la scris, dar Madeleine, soția încrezătoare în sine a lui Forestier, face asta pentru el. Fără ezitare, Duroy își folosește farmecul pentru a continua să urce pe scara succesului.
După moartea prietenului său Forestier, acesta i-a moștenit nu numai soția, ci și funcția de redactor politic la „La Vie Français”, un ziar loial guvernului. Duroy, numit doar „Bel Ami” de multele femei cu care are aventuri, face acum parte din cercul bogat parizian, dar foamea lui este departe de a fi satisfăcută. După ce și-a prins soția în flagrant delict cu un ministru, îl dă jos pe politician pentru a-i ocupa postul. Duroy divorțează în mod deliberat de Madeleine, pentru că, foarte tânăra Suzanne, fiica bancherului Walter foarte bogat și editorul „La Vie Français”, se dovedește a fi cea mai bună partidă.

## Distribuție
Versiunea franceză
- Jean Danet – Georges Duroy zis Bel Ami
- Anne Vernon – Clothilde de Marelle
- Renée Faure – Madeleine Forestier
- René Lefèvre – bancherul Walter
- Jean-Roger Caussimon – Charles Forestier
- Christl Mardayn – dna. Walter
- Jacqueline Duc – Rachel
- Maria Emo – Suzanne Walter
- Marianne Schönauer – Madeleine Forestier
- Lukas Ammann – ministrul Laroche-Mathieu
- Egon von Jordan – jurnalistul Saint-Potin

Versiunea germană
- Johannes Heesters – Georges Duroy
- Marianne Schönauer – Madeleine Forestier
- Christl Mardayn – dna. Walter
- Gretl Schörg – Clothilde de Marelle
- Maria Emo – Suzanne Walter
- Jean-Roger Caussimon – Forestier
- René Lefèvre – Walter
- Lukas Ammann – Laroche-Mathieu
- Egon von Jordan – Saint-Potin
- Jacqueline Duc – Rachel
- Karl Fochler

## Trivia
Filmul Bel Ami a fost turnat simultan în Austria, din mai până în iulie 1954, în ambele versiuni austriacă și franceză, cu distribuții separate, vorbit în limbile germană și franceză.

## Literatură
- Guy de Maupassant, Bel-Ami, tradus de Radu Malcoci, București, 1965: Editura Pentru Literatură, Colecția Biblioteca pentru toți, 435 pag.;